# Uranothauma williamsi
Uranothauma williamsi är en fjärilsart som beskrevs av Robert H. Carcasson 1961. Uranothauma williamsi ingår i släktet Uranothauma och familjen juvelvingar. Inga underarter finns listade i Catalogue of Life.